# Локоть (Псковский район)
Локоть — деревня в Карамышевской волости Псковского района Псковской области России.
Расположена на правом берегу реки Черёха, в 16 км к востоку от села Карамышево и в 57 км к востоку от центра города Пскова.
Численность населения деревни по состоянию на 2000 год составляла 38 человек.
До 3 июня 2010 года деревня входила в состав ныне упразднённой Выставской волости.